# تاریخ زبانشناسی
تاریخ زبانشناسی به‌معنی «مطالعات تخصصی زبان» به کتاب دستور سانسکریت نوشتهٔ پانینی هندی بازمی‌گردد. پانینی در سده پنجم پیش از میلاد، دستور زبان بسیار پیشرفته‌ای برای زبان سانسکریت نوشت. اما زبان‌شناسی به مفهوم مدرنش با انتشار کتاب دورهٔ زبان‌شناسی عمومی نوشته فردینان دوسوسور آغاز شد. دوسوسور بین مطالعات زبانیِ همزمانی و در زمانی تمایز قائل شد و بر مطالعهٔ «نظام زبان» تأکید کرد. در دههٔ ۱۹۵۰، نظریات نوام چامسکی انقلابی در این رشته به‌وجود آورد و باعث پیدایش دستور زایشی شد. او با انتقاد شدید از روان‌شناسی رفتارگرا، که یادگیری زبان را نوعی تقلید رفتاری می‌داند، با ارائهٔ شواهدی، ناکارامدی‌های چنین دیدگاهی را نشان داد. او معتقد است اصول و خصوصیات زبان در انسان ذاتی است و کودک زبان را یاد نمی‌گیرد، بلکه فرا می‌گیرد (acquire). به عبارت دیگر، نحوهٔ فراگیری زبان به‌صورت ارثی و ژنتیکی در مغز برنامه‌ریزی شده‌است و محیط پیرامون کودک تنها نقش محرک را برای فراگیری زبان مادری ایفا می‌کند. کودک، مجموعهٔ محدودی از اطلاعات را از محیط زبانیِ خویش می‌گیرد و خود قادر است ترکیبات جدیدی بسازد. نظریه‌پردازان پیش‌تر معتقد بودند زبان مادری تنها از راه شنیدن گفتار اطرافیان و به‌صورت اکتسابی وارد ذهن کودک می‌شود.